# Galeottia peruviana
Galeottia peruviana är en orkidéart som beskrevs av David Edward Bennett och Eric Alston Christenson. Galeottia peruviana ingår i släktet Galeottia och familjen orkidéer.
Artens utbredningsområde är Peru. Inga underarter finns listade i Catalogue of Life.